# Plume aux vents
Plume aux vents est une série de bande dessinée complète en quatre tomes, scénarisée par Patrick Cothias, dessinée et mise en couleurs par André Juillard. Elle a été publiée par Dargaud.

Cette nouvelle série voit le retour d'Ariane de Troïl, personnage principal.
Il s'agit de la suite directe de la série Cœur brûlé, des mêmes auteurs, centrée quant à elle sur le personnage de Germain Grandpin.
Plume aux vents commence à partir du tome 5 (Le Grand Blanc) de Cœur brûlé.
Par extension, on nomme cycle des Sept Vies de l’Épervier l'ensemble des huit séries dérivées de l'univers de Masquerouge.

## Synopsis
Ayant survécu à ses blessures lors du duel livré sous le masque de l’Épervier contre son propre père, le chevalier Condor, et brisée après avoir abandonné sa fille nouveau-née conçue lors de sa dernière nuit avec son amant Germain Grandpin, Ariane de Troïl s'embarque pour la Nouvelle-France à la recherche du chevalier, par vengeance mais aussi persuadée qu'il s'agit de son père biologique, Gabriel de Troïl.

## Albums
1. La Folle et l’Assassin (1995)  (ISBN 2-205-04291-2)
2. L’Oiseau-tonnerre (1996)  (ISBN 2-205-04315-3)
3. Beau-Ténébreux (2001)  (ISBN 2-205-04645-4)
4. Ni dieu ni diable (2002)  (ISBN 2-205-05244-6)[2]

## Personnages
- Ariane de Troïl
- Germain Grandpin
- le chevalier Condor

### Personnages historiques
- Gaston d'Orléans (1608-1660), frère benjamin du roi Louis XIII
- Sir David Kirke (vers 1597 - 1654), chef de l’expédition qui s’empara de Québec en 1629.
- Étienne Brûlé, aventurier français coureur des bois (+/-1592 - 1633).
- Samuel de Champlain (Incertain-1635), fondateur de Québec.

## Publication

### Éditeur
- Dargaud : tomes 1 à 4 (première édition des tomes 1 à 4)
- Canal BD : tirages de luxe T.1-2 et T.3-4 édités à 400 exemplaires

## Autour de l'œuvre
Dans le tome 1, à la page 45, sont représentés Tintin et le capitaine Haddock.

### Documentation
- André Juillard (int. par Jean-Pierre Fuéri), « Rencontre du 3e tipi = », BoDoï, no 41,‎ mai 2001, p. 50-52.